# Tamopsis piankai
Tamopsis piankai là một loài nhện trong họ Hersiliidae. T. piankai được miêu tả năm 1993 bởi Martin Baehr & Barbara Baehr.